# Lamposaari (ö i Norra Österbotten, Koillismaa, lat 66,25, long 29,07)
Lamposaari är en ö i Finland. Den ligger i sjön Särkiperä och i kommunen Kuusamo i den ekonomiska regionen  Koillismaa ekonomiska region  och landskapet Norra Österbotten, i den nordöstra delen av landet, 700 km norr om huvudstaden Helsingfors. Öns area är 5,3 hektar och dess största längd är 0,5 kilometer i öst-västlig riktning.